# Simple DirectMedia Layer

Schemat połączeń pomiędzy jądrem Linuksa a biblioteką SDL

Simple DirectMedia Layer (skrót: SDL) – biblioteka programistyczna ułatwiająca tworzenie gier oraz programów multimedialnych.
Zapewnia niskopoziomowy dostęp do sprzętu audio, klawiatury, myszy, joysticka i sprzętu graficznego za pośrednictwem OpenGL i Direct3D.
Jest obsługiwana przez systemy operacyjne GNU/Linux, Windows, macOS, iOS, Android oraz nieoficjalnie przez Mac OS, BeOS, FreeBSD, OpenBSD, BSD/OS, Solaris, IRIX, QNX, Windows CE, AmigaOS, MorphOS, Dreamcast, Atari, NetBSD, AIX, OSF/Tru64, RISC OS, SymbianOS i PSP.
SDL został stworzony w roku 1998 przez Sama Lantingę, który w tym czasie pracował w firmie Loki, w celu przeniesienia kilku komercyjnych gier na inne niż Windows platformy systemowe. Biblioteka napisana jest w języku C, dzięki czemu można jej używać również z poziomu C++. SDL stanowi wolne oprogramowanie i jest rozpowszechniany na zasadach licencji zlib od wersji 1.3 (wcześniej na zasadach LGPL).
Simple DirectMedia Layer wyróżnia się dużą liczbą dodatkowych bibliotek (m.in. do obsługi sieci, czcionek, innych formatów obrazów).

## Bindingi
Biblioteka SDL może, dzięki tak zwanym "bindingom", być używana w innych językach:
- Ada-SDLAda[3]
- C#-SDL2#[3]
- Common Lisp-cl-sdl2[4]
- D-DerelictSDL2[3]
- Go-go-sdl2[3]
- Haskell[5]
- Java-sdljava[6]
- Lua-Lua-SDL2[3]
- Nim[7]
- OCaml-Tsdl[3]
- Pascal-Bare Game, Pascal SDL 2[3]
- Perl[8]
- Python-pygame_sdl2, Py-SDL2, pysdl2-cffi[3]
- Rust-Rust-SDL2[3]
- Vala[9]